# Mercury Mountaineer

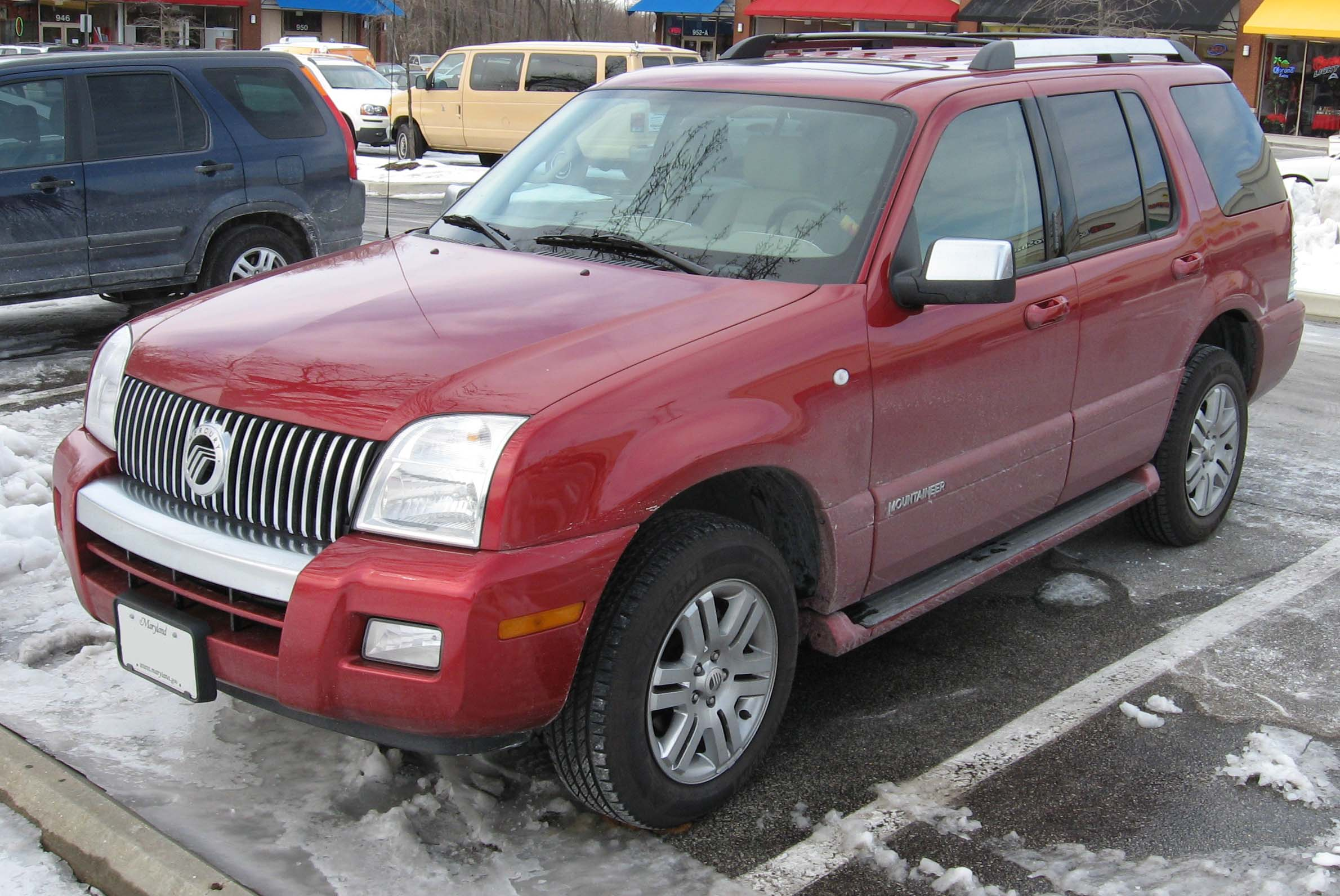
Mercury Mountaineer del 2006-2007

La Mercury Mountaineer és un vehicle tot camí de grandària mitjana. La producció d'aquest vehicle va iniciar-se el 1997 a la planta de Louisville, Kentucky.
Es tracta d'un model que, tècnicament, és igual a la Ford Explorer amb detalls de disseny exteriors lleugerament diferents i uns nivells d'acabats superiors, ubicant-lo a un segment superior al de l'Explorer.

## Primera generació (1997-2001)
Mides del Mountaineer:
Batalla (Wheelbase): 2,834 m
Llargada (Length): 4,828 m
Amplada (Width): 1,783 m
Alçada (Height): 1,797 m

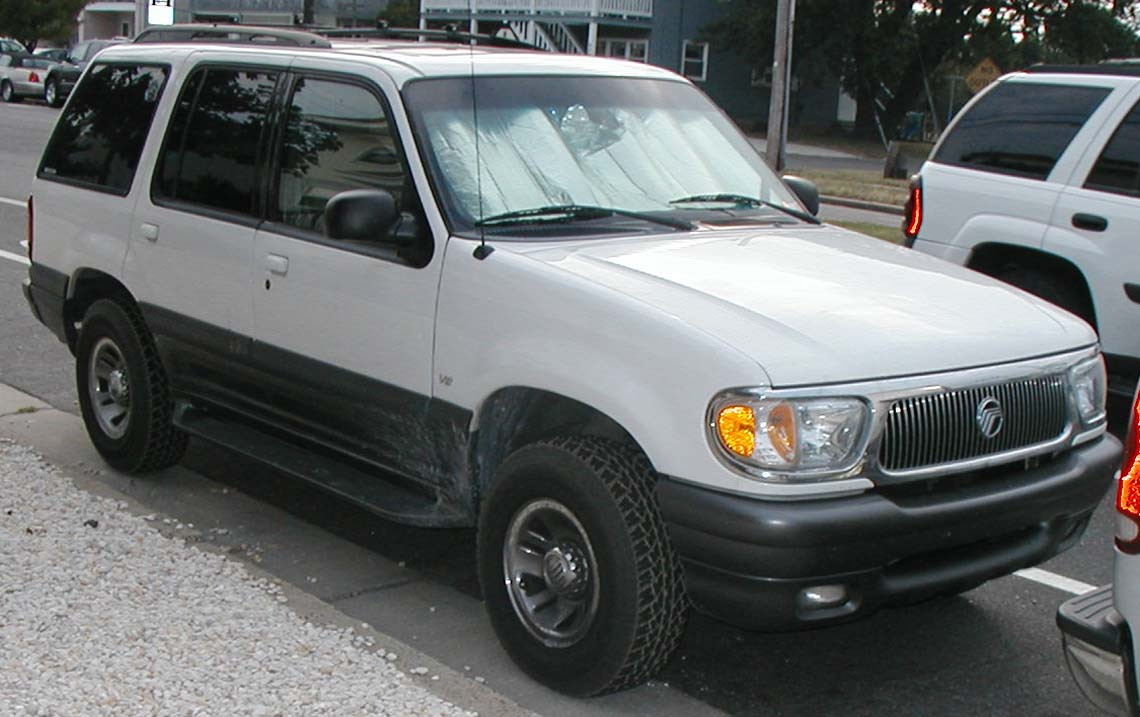
Mercury Mountaineer del 1997-2001

Després d'haver sortit la nova versió de l'Explorer el 1995, es presenta el Mountaineer el 1997, que era bàsicament un Explorer venut sota la marca de Mercury amb detalls externs diferenciats i acabats de major luxe, un punt que la Explorer no oferia. Mecànicament s'ofereix amb un 5.0L Windsor V8 de 210 cv. Els primers anys de vendes la Mountaineer no va complir els requisits de vendes de Mercury. Per al 1998 es canvia el frontal i els llums posteriors i s'ofereixen unes llantes exclusives, junt amb un nou 4.0L Cologne V6 de 205 cv i una caixa automàtica de 5 velocitats 5R55E, que serà el motor base. Amb aquests canvis les vendes del Mountaineer van augmentar.
Les caixes de canvi que s'han ofert a la Mountaineer són:
Automàtica de 4 velocitats: 4R55E i AR70W
Automàtica de 5 velocitats: 5R55E

## Segona generació (2002-2005)
Mides del Mountaineer:
Batalla (Wheelbase): 2,887 m
Llargada (Length): 4,843 m
Amplada (Width): 1,831 m
Alçada (Height): 1,767 m

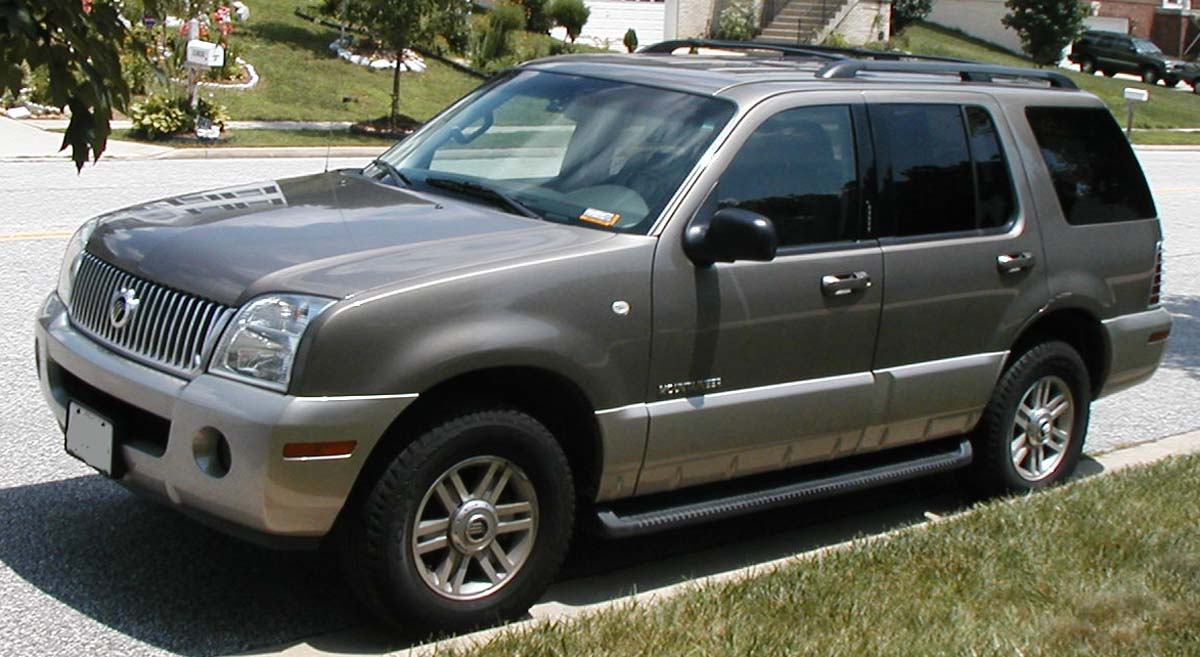
Mercury Mountaineer del 2002-2005

El 2002 la Mercury Mountaineer van rebre un restyling com també el va rebre el Ford Explorer. Ofereix una millor qualitat en els acabats i més opcions, com acabats de fusta, seients posteriors amb reproductor de DVD i TV o connector per auriculars. El disseny dels fars davanters i la graella presenta l'emblema "waterfall" que seran l'emblema de Mercury d'ara endavant.
Mecànicament desapareix el 5.0L i s'ofereixen un 4.0L Cologne V6 de 210 cv i un 4.6L Modular V8 de 239 cv.

## Tercera generació (2006-)
Mides del Mountaineer:
Batalla (Wheelbase): 2,887 m
Llargada (Length): 4,914 m
Amplada (Width): 1,866 m
Alçada (Height): 1,849 m

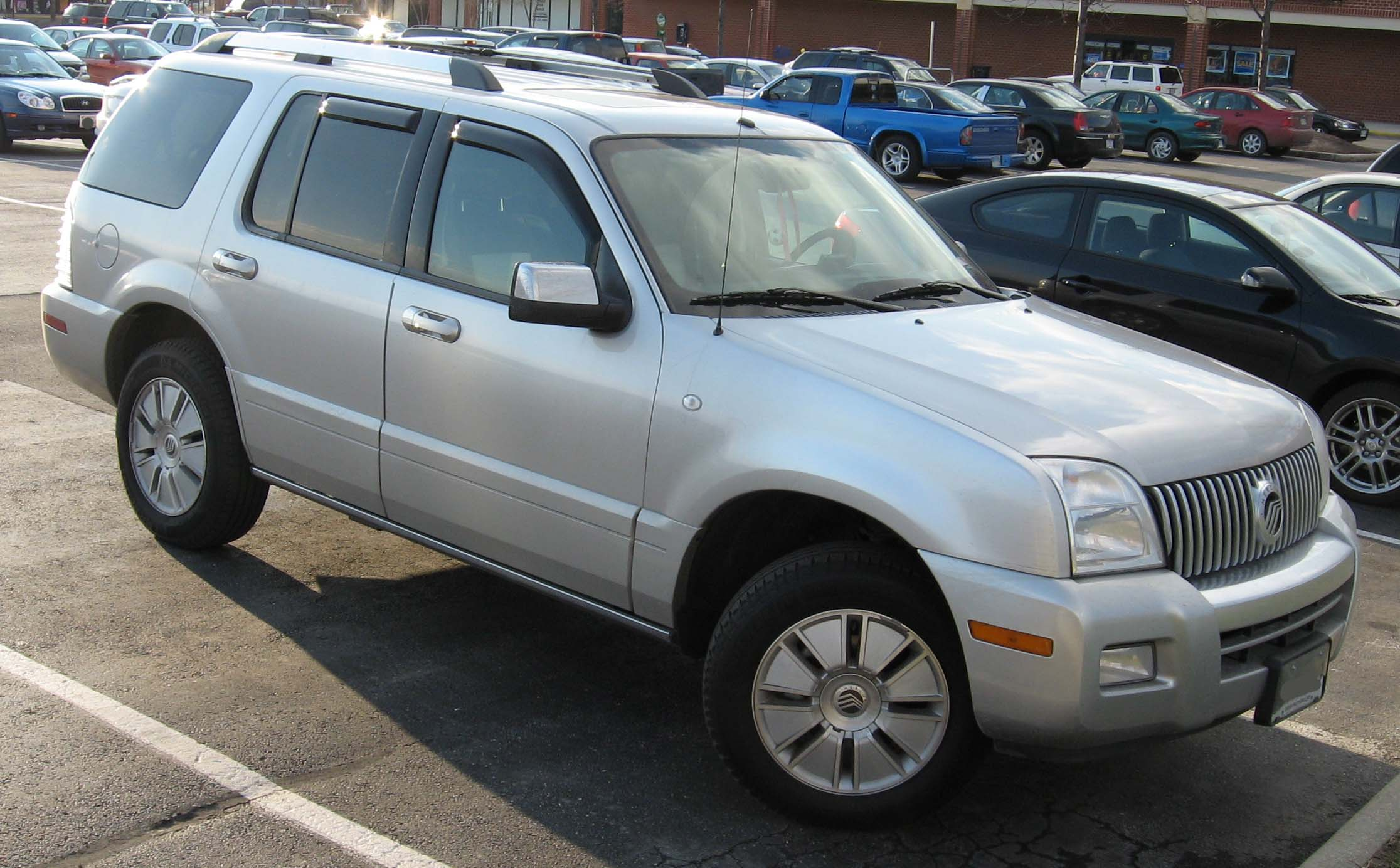
Mercury Mountaineer del 2006-2007

Per aquesta versió la Mountaineer rep una revisió notable. Juntament amb l'Explorer, reben una nova versió de la plataforma Ford U2 i a més el Mountaineer equipa acabats de major luxe, en part, per cobrir l'espai que abandona el Lincoln Aviator. Equipa noves llantes o llums HID entre d'altres. S'ofereix el AdvanceTrac® amb Roll Stability Control™ (RSC), suspensió posterior independent, PowerFold™ (una tercera fila de seients) entre d'altres.
Mecànicament s'ofereixen un 4.0L Cologne V6 de 210 cv i un 4.6L Motor Modular V8 de 292 cv. Respecte de les transmissions, se n'ofereix una automàtica de 6 velocitats 6R
La Mercury Mountaineer 2006 ha obtingut 5 estrelles al test de col·lisió frontal i lateral i 3 estrelles pel test de volteig (rollover) al NHTSA.

## Polèmica
Vegeu: Conflicte entre Ford i Firestone